# Liste der Bodendenkmäler in Meckenheim (Rheinland)
Die folgende Liste enthält die offiziellen Bodendenkmäler auf dem Gebiet der Stadt Meckenheim im Rhein-Sieg-Kreis, Nordrhein-Westfalen (Stand: September 2011)
| lf. Nummer | Gemarkung  | Bezeichnung des Denkmales                                             | Lage | Foto |
| ---------- | ---------- | --------------------------------------------------------------------- | --- | ---- |
| 1          | Altendorf  | Bandkeramische Siedlung                                               | Flur 2, Flurstück 125 Westlich der Gelsdorfer Straße, südöstlich vom Windmühlenhof                                     |      |
| 2          | Lüftelberg | Wasserburg Burg Lüftelberg                                            | Schloßstraße, Flur 2, Flurstück 81 (Teilfläche von ca. 19.000 m²)                                                      |      |
| 3          | Altendorf  | Rittersitz Wasserburg Altendorfer Burg (Archäologisches Bodendenkmal) | Flur 6 Nordwestlich Burgstraße, nordöstlich Ahrstraße, südöstlich Altendorfer Bach                                     |      |
| 4          | Meckenheim | keine Benennung in der Denkmalliste                                   | Flur 8, Flurstücke 1002 (Teilfläche) und 306 Flur 11, Flurstücke 67 (Teilfläche), 1 und 2 Südöstlich Adendorfer Straße |      |
| 5          | Lüftelberg | Römische Wasserleitung                                                | verschiedene Fluren |      |